# Parnasianismo

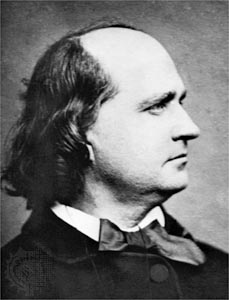
Leconte de Lisle, entre 1850 e 1860

Parnasianismo é uma escola literária ou um movimento literário essencialmente poético, contemporâneo do Realismo-Naturalismo. Um estilo de época que se desenvolveu na poesia a partir de 1850, na França, com o objetivo de retomar a cultura clássica. Sua literatura é escrita em soneto.

## Origens
Movimento literário que se originou na França, representou na poesia o espírito positivista e científico da época, surgindo no século XIX em oposição ao Romantismo.
Nasceu com a publicação de uma série de poesias, precedendo em algumas décadas o Simbolismo, uma vez que os seus autores procuravam recuperar os valores estéticos da antiguidade clássica. O seu nome vem do Monte Parnaso, a montanha que, na mitologia grega era consagrada a Apolo e às musas.
Caracteriza-se pela sacralidade da forma, pelo respeito às regras de versificação, pelo preciosismo rítmico e vocabular, pelas rimas raras e pela preferência por estruturas fixas, como os sonetos. O emprego da linguagem figurada é reduzido, com a valorização do exotismo e da mitologia. Os temas preferidos são os fatos históricos, objetos e paisagens. A descrição visual é o forte da poesia parnasiana, assim como para os românticos são a sonoridade das palavras e dos versos. Os autores parnasianos faziam uma "arte pela arte", pois acreditavam que a arte devia existir por si só, e não por subterfúgios, como o amor, por exemplo.
O primeiro grupo de parnasianos de língua francesa reúne poetas de diversas tendências, mas com um denominador comum: a rejeição ao lirismo como credo. Os principais expoentes são Théophile Gautier (1811-1872), Leconte de Lisle (1818-1894), Théodore de Banville (1823-1891), José Maria de Heredia (1842-1905), de origem cubana, e Sully Prudhomme (1839-1907). Gautier fica famoso ao aplicar a frase “arte pela arte” ao movimento.

## Características gerais
- Preciosismo: focaliza-se o detalhe; cada objeto deve singularizar-se, daí as palavras raras e rimas ricas.
- Objetividade e impessoalidade: O poeta apresenta o fato, a personagem, as coisas como são e acontecem na realidade, sem deformá-los pela sua maneira pessoal de ver, sentir e pensar. Esta posição combate o exagerado subjetivismo romântico.
- Arte Pela Arte: A poesia vale por si mesma, não tem nenhum tipo de compromisso, e se justifica por sua beleza. Faz referências ao prosaico, e o texto mostra interesse a coisas pertinentes a todos.
- Estética ou Culto à forma: Valorização exagerada da forma, da estrutura adotada, da métrica e da rima, da palavra medida, da correção gramatical.

Aspectos importantes para essa estética perfeita são:
- Rimas Ricas: São evitadas palavras da mesma classe gramatical. Há uma ênfase das rimas do tipo ABAB para estrofes de quatro versos, porém também muito usada as rimas interpoladas.
- Valorização dos Sonetos: É dada preferência para os sonetos, composição dividida em duas estrofes de quatro versos, e duas estrofes de três versos. Revelando, no entanto, a "chave" do texto no último verso.
- Metrificação Rigorosa: O número de sílabas poéticas deve ser o mesmo em cada verso, preferencialmente com dez (decassílabos) ou doze sílabas (versos alexandrinos), os mais utilizados no período. Ou apresentar uma simetria constante, exemplo: primeiro verso de dez sílabas, segundo de seis sílabas, terceiro de dez sílabas, quarto com seis sílabas, etc.
- Descritivismo: Grande parte da poesia parnasiana é baseada em objetos inertes, sempre optando pelos que exigem uma descrição bem detalhada como "A Estátua", "Vaso Chinês" e "Vaso Grego" de Alberto de Oliveira.
- Temática Greco-Romana - A estética é muito valorizada no Parnasianismo, mas mesmo assim, o texto precisa de um conteúdo. A temática abordada pelos parnasianos recupera temas da antiguidade clássica, características de sua história e sua mitologia. É bem comum os textos descreverem deuses, heróis, fatos lendários, personagens marcados na história e até mesmo objetos.
- Uso de figuras de linguagem: Preferência pelo hipérbato, recurso que estiliza ainda mais os textos parnasianos contribuindo para o objetivo das obras.
- Cavalgamento ou encadeamento sintático (Enjambement) - Ocorre quando o verso termina quanto à métrica (pois chegou na décima sílaba), mas não terminou quanto à ideia, quanto ao conteúdo, que se encerra no verso de baixo. O verso depende do contexto para ser entendido. Tática para priorizar a métrica e o conjunto de rimas. Como exemplo, este verso de Olavo Bilac:

## Em Portugal
Em Portugal, o movimento não foi muito importante, tendo como autores Gonçalves Crespo (nascido no Brasil, mas criado em Portugal desde os 10 anos de idade), João Penha, António Feijó e Cesário Verde.

## No Brasil

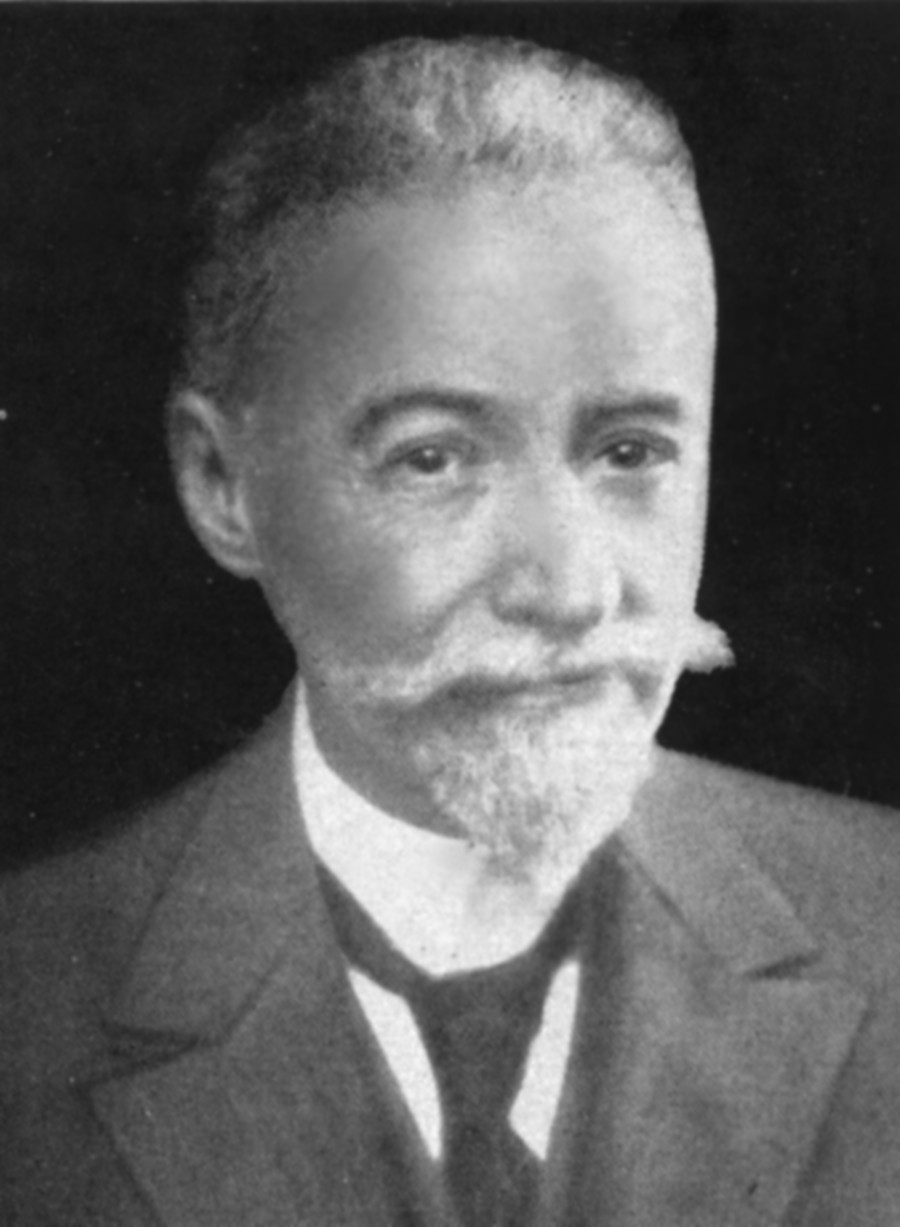
Vicente de Carvalho por volta de 1900

No Brasil, o parnasianismo dominou a poesia até a chegada do Modernismo brasileiro. A importância deste movimento no país deve-se não só ao elevado número de poetas, mas também à extensão de sua influência, uma vez que seus princípios estéticos dominaram por muito tempo a vida literária do país, praticamente até o advento do Modernismo em 1922.
Na década de 1870, a poesia romântica deu mostras de cansaço, e mesmo em Castro Alves é possível apontar elementos precursores de uma poesia realista. Assim, entre 1870 e 1880 assistiu-se no Brasil à liquidação do Romantismo, submetido a uma crítica severa por parte das gerações emergentes, insatisfeitas com sua estética e em busca de novas formas de arte, inspiradas nos ideais positivistas e realistas do momento.
Dessa maneira, a década de 1880 abriu-se para a poesia científica, a socialista e a realista, primeiras manifestações da reforma que acabou por se canalizar para o Parnasianismo. As influências iniciais foram Gonçalves Crespo e Artur de Oliveira, este o principal propagandista do movimento a partir de 1877, quando chegou de uma estada em Paris. Alberto de Oliveira publicou "Canções Românticas" em 1878 e Teófilo Dias, "Cantos Tropicais", dois dos marcos iniciais da nova Escola. De um começo tímido nos versos de Luís Guimarães Júnior (Sonetos e rimas. 1880) e Teófilo Dias (Fanfarras. 1882), firmou-se definitivamente com Raimundo Correia (Sinfonias. 1883), novamente Alberto de Oliveira (Meridionais. 1884), Olavo Bilac (Relicário. 1888) e Francisca Júlia da Silva (Mármores, 1895).
O Parnasianismo brasileiro, a despeito da grande influência que recebeu do Parnasianismo francês, não é uma exata reprodução dele, pois não obedece à mesma preocupação de objetividade, de cientificismo e de descrições realistas. Foge do sentimentalismo romântico, mas não exclui o subjetivismo. Sua preferência dominante é pelo verso alexandrino de tipo francês, com rimas ricas, e pelas formas fixas, em especial o soneto. Quanto ao assunto, caracteriza-se pela objetividade, o universalismo e o esteticismo. Este último exige uma forma perfeita (formalismo) quanto à construção e à sintaxe. Os poetas parnasianos veem o homem preso à matéria, sem possibilidade de libertar-se do determinismo, e tendem então para o pessimismo ou para o sensualismo.
A partir de 1890, o Simbolismo começou a superar o Parnasianismo. O realismo classicizante do Parnasianismo teve grande aceitação no Brasil, graças certamente à facilidade oferecida por sua poética, mais de técnica e forma que de inspiração e essência. Assim, ele foi muito além de seus limites cronológicos e se manteve paralelo ao Simbolismo e mesmo ao Modernismo em sua primeira fase.

### Principais autores
O prestígio dos poetas parnasianos, ao final do século XIX, fez de seu movimento a escola oficial das letras no país durante muito tempo. Os próprios poetas simbolistas foram excluídos da Academia Brasileira de Letras, quando esta se constituiu, em 1896. Em contato com o Simbolismo, o Parnasianismo deu lugar, nas duas primeiras décadas do século XX, a uma poesia sincretista e de transição.
Seus expoentes são:
- Olavo Bilac
- Alberto de Oliveira
- Raimundo Correia
- Francisca Júlia da Silva
- Vicente de Carvalho
- Luís Delfino
- Teófilo Dias
- Mário de Lima

#### Outros autores
Além de Alberto de Oliveira, Raimundo Correia e Olavo Bilac, que configuraram a chamada tríade parnasiana, o movimento teve outros grandes poetas no Brasil, como   Luís Delfino, Bernardino Lopes, Guimarães Passos, Carlos Magalhães de Azeredo, Goulart de Andrade, Artur Azevedo, Adelino Fontoura, Emílio de Meneses, Antônio Augusto de Lima, Luís Murat.